# María Luisa Martínez de García Rojas
María Luisa Martínez de García Rojas ( Erongarícuaro, Michoacán, 1780 - 1817) fue una heroína mexicana insurgente.
Su esposo fue el C. Esteban García Rojas, que fabricaba jaranas (instrumento parecido a la guitarra). Sus actividades dentro de la población de Erongarícuaro fueron las del comercio, pues, además de la fabricación de jaranas, tenían una tienda de abarrotes, además de que poseían tierras que cultivaban. Sirvió a los insurgentes comunicándoles los movimientos de las tropas virreinales, por lo que se la encarceló y se la multó en varias ocasiones. Como no podía pagar la última fuerte multa, fue condenada a ser fusilada.

## Semblanza biográfica
En el pueblo todos eran chaquetas, es decir, partidarios de los realistas; pero ella, amantísima del bando contrario. Servía de corazón a los guerrilleros insurgentes; con actividad les proporcionaba noticias oportunas, víveres, recursos, y les enviaba además comunicaciones de los jefes superiores, con quienes sostenía continuada correspondencia. Un día fue sorprendido por don Pedro Celestino Negrete el correo de la Martínez, que era portador de cartas dirigidas al guerrillero Tomás Pacheco. Luisa Martínez huyó; pero fue perseguida, hecha prisionera y encapillada. Para recobrar la libertad, tuvo que pagar dos mil pesos y prometer no volver a comunicarse con los patriotas.
Mas no escarmentó en lo sucesivo. Tres veces más se la persiguió, se la encarceló y se la multó hasta que al fin no pudo satisfacer la cantidad de cuatro mil pesos que le exigía don Pedro Celestino Negrete, y fue fusilada por orden de este en uno de los ángulos del cementerio de la parroquia de Erongarícuaro, en el año de 1817.

Poco antes de morir, dirigiéndose a Negrete, le dijo:
General Negrete, le perdono el crimen de quitarme la vida; no he cometido más delito que el de querer tener una patria libre. 

¿Por qué tan obstinada persecución contra mí? Tengo derecho a hacer cuanto pueda en favor de mi patria, porque soy mexicana. No creo cometer ninguna falta con mi conducta, sino cumplir con mi deber. 
Negrete permaneció inflexible, y Luisa Martínez cayó atravesada por las balas de los realistas.